# Bohater z wyboru
Bohater z wyboru (ang. Hero Wanted) – amerykański dramat kryminalny z gatunku akcja z 2008 roku, wyreżyserowany przez Briana Smrza. Wyprodukowany przez Sony Pictures Home Entertainment. Premiera filmu miała miejsce 28 marca 2008 roku w Stanach Zjednoczonych.

## Fabuła
Film opowiada o Liamie Case (Cuba Gooding Jr.), który chce zaimponować bankowej kasjerce, która przypomina mu jego zmarłą żonę. Aranżuje fikcyjny napad, w trakcie którego ma uratować klientów i obsługę przed złodziejami. Podczas akcji dochodzi do tragedii. Śledztwo w tej sprawie prowadzi detektyw Terry Subcott (Ray Liotta).

## Obsada
Źródło: Filmweb
- Cuba Gooding Jr. jako Liam Case
- Ray Liotta jako detektyw Terry Subcott
- Kim Coates jako Skinner McGraw
- Tommy Flanagan jako Derek
- Norman Reedus jako Swain
- Jean Smart jako Melanie McQueen
- Christa Campbell jako Kayla McQueen
- Ben Cross jako Cosmo Jackson
- Paul Sampson jako Gordy McGraw
- Steven Kozlowski jako Lynch McGraw
- Todd Jensen jako detektyw Wallace MacTee
- Gary Cairns jako Gill
- Sammi Hanratty jako Marley Singer